# Ligia
Ligia is een geslacht van pissebedden uit de familie van de Ligiidae en voedt zich met rottend hout en rottende plantenresten. Ze lijken op trilobieten, maar zijn niet nauw verwant. Ze hebben een eenvoudig geleed rugpantser (carapax), twee voelsprieten en een groot aantal gelijkvormige poten onder het pantser. Deze snelle en behendige lopers zijn aaseters in de brandingszone en zijn goed bestand tegen extreme omstandigheden. Ze geven de voorkeur aan een vochtige omgeving om uitdroging te voorkomen.

## Soorten
- Ligia australiensis Dana, 1853
- Ligia baudiniana H. Milne Edwards, 1840
- Ligia boninensis Nunomura, 1979
- Ligia cajennensis Koch, 1847
- Ligia cinerascens Budde-Lund, 1885
- Ligia cursor Dana, 1853
- Ligia curvata Vandel, 1948
- Ligia dentipes Budde-Lund, 1885
- Ligia dilatata Brandt, 1833
- Ligia dioscorides Taiti & Ferrara, 2004
- Ligia exotica Roux, 1828
- Ligia ferrarai Kersmaekers & Verstraeten, 1990
- Ligia filicornis Budde-Lund, 1893
- Ligia glabrata Brandt, 1833
- Ligia gracilipes Budde-Lund, 1885
- Ligia hachijoensis Nunomura, 1999
- Ligia hawaiensis Dana, 1853
- Ligia italica Fabricius, 1798
- Ligia latissima Verhoeff, 1926
- Ligia litigiosa Wahrberg, 1922
- Ligia malleata Pfeffer, 1889
- Ligia miyakensis Nunomura, 1999
- Ligia natalensis Collinge, 1920
- Ligia novae-zealandiae Dana, 1853
- Ligia occidentalis Dana, 1853
- Ligia oceanica[2] (Linnaeus, 1767)
- Ligia pallasii Brandt, 1833
- Ligia pallida Jackson, 1938
- Ligia perkinsi (Dollfus, 1900)
- Ligia persica Khalaji-Pirbalouty & Wägele, 2010
- Ligia philoscoides Jackson, 1938
- Ligia pigmentata Jackson, 1922
- Ligia platycephala (Van Name, 1925)
- Ligia quadrata Thomson, 1879
- Ligia rugosa Jackson, 1938
- Ligia saipanensis Nunomura, 2001
- Ligia simoni (Dollfus, 1893)
- Ligia vitiensis Dana, 1853
- Ligia yamanishii Nunomura, 1990
- Ligia yemenica Khalaji-Pirbalouty & Wägele, 2010